# El discurs del rei
El discurs del rei (títol original en anglès, The King's Speech) és un pel·lícula de drama històric de 2010, dirigida per Tom Hooper. La història narra l'ascens al tron de Jordi VI del Regne Unit després de l'abdicació del seu germà Eduard. El monarca, caracteritzat per la seva tartamudesa, està interpretat per Colin Firth. Acompanyant-lo hi apareixen Helena Bonham Carter, en el paper d'Elisabet Bowes-Lyon, i Geoffrey Rush com el seu logopeda (Lionel Logue). La pel·lícula s'ha doblat al català.

## Argument
Corre l'any 1925 i el Duc de York pronunciarà el discurs de clausura de l'Empire Exhibition a l'estadi de Wembley. Amb el suport de la seva dona viu uns moments previs de preocupació abans d'enfrontar-se al micròfon. Minuts després, la gent està a l'expectativa que el duc articuli unes paraules davant el micròfon. Es produeixen instants d'incertesa i tensió atès que el duc no inicia el discurs, però finalment pren la paraula. Altrament, són unes paraules afectades per la seva tartamudesa.
Per poder erradicar el problema en la seva parla, el príncep Albert, juntament amb la seva muller, Elisabet, es troben a la consulta d'un metge de la parla. El duc ha de suportar una teràpia que engloba fumar cigarrets i posar-se set bales a la boca, per a continuació pronunciar un text. Envers la impossibilitat d'articular les paraules i considerar ofensiu el mètode, se'n va. Elisabet es dirigeix a casa del doctor Lionel Logue, sense la coneixença ni el vestitplau del seu marit que es nega a anar a qualsevol altra consulta. No obstant això, Albert cedeix; des del primer moment, Lionel informa el duc, que per combatre la tartamudesa, s'haurà de sotmetre a uns controvertits mètodes. Aquests mètodes xoquen amb el fort caràcter de l'altesa, que veu en va els recursos proposats, com gravar la seva veu quan llegeix un fragment de Ser o no ser de l'obra Hamlet de Shakespeare mentre escolta Les noces de Fígaro. A més, no és del grat del príncep que el terapeuta es dirigeixi a ell amb el nom de Bertie.
Jordi V manté una conversa amnb el Príncep Albert, on l'actual rei d'Anglaterra es desespera davant de l'actitud rebel del seu fill Eduard, el qual l'haurà de succeir al tron. Amb el successor eludint els seus deures i la irrupció de la ràdio, el duc té un gran nombre de possibilitats de ser rei, i consegüentment enfrontar-se contra aquest aparell. Després d'aquest diàleg, George decideix
escoltar la gravació de la seva veu que havia realitzat en la seva primera sessió i, tant ell com la seva muller, se sorprenen atès que la parla de Bertie flueix sense entrebancs. Així doncs, decideix retornar a la consulta de Logue. El duc insisteix al terapeuta que tan sols tracti aquells problemes “mecànics” de la parla. Tanmateix, Lionel té la creença que el príncep tartamudeja a conseqüència dels seus sentiments i la seva baixa autoestima. Així doncs, el pretès pel terapeuta és establir un vincle d'amistat, però sembla que el monarca refusa aquesta idea. Els mètodes causaran una millora en Bertie.
L'acció avança del 1934 cap al 1936, i l'estat de salut de Jordi V empitjora i acaba morint; Eduard VIII esdevé el nou rei d'Anglaterra. En una festa organitzada per Eduard VIII al Castell de Balmoral, Bertie entreveu les intencions del seu germà: deixar la corona per la seva fèrria decisió de casar-se amb Wallis Simpson, dues vegades divorciada, malgrat ser el cap de l'Església Anglicana. Enfurismat per no poder articular mots fluids davant d'Eduard, Bertie acut a Lionel amb qui té una discussió pujada de to; el duc decideix desestimar l'ajuda del terapeuta.
El rei Eduard VIII decideix abdicar. Per tant, el destí de Bertie com l'hereu de la corona queda segellat. En el moment de dirigir-se a diferents autoritats, el nou rei no és capaç de realitzar un discurs que no estigui afectat per la tartamudesa. Moments després, i amb la seva muller al costat s'enfonsa. Bertie torna a recórrer a Lionel.
Lionel i Bertie arriben al lloc on es durà a terme la coronació, l'abadia de Westminster, on els rep l'arquebisbe. En l'abadia Bertie li recrimina a Lionel que no tingui el títol oficial de logopeda. Lionel es defensa al·legant que té la suficient experiència en tractar pacients, ja que ajudà a molts soldats afectats per les conseqüències de la Primera Guerra Mundial. El monarca torna a desesperar-se davant la incapacitat de ser rei i escridassa a Lionel, el qual s'ha assegut en el tron de la coronació.
Bertie és coronat amb èxit. No obstant això, al monarca se li presenta un nou problema: l'inici de la Segona Guerra Mundial on la presència de Hitler és una gran amenaça. A més, Anglaterra es posiciona en contra d'Alemanya. Davant aquest panorama el rei es veu obligat a emetre un discurs al poble britànic, a través de la ràdio, on ha d'anunciar l'entrada en guerra. A través d'aquest parlament ha de tranquil·litzar el poble, i dotar de confiança al seu regnat.
Arriba el dia de l'esperat discurs que té lloc en una habitació aïllada amb l'única presència de Lionel, Bertie i la ràdio. Després d'instants d'espera i tensió inicia el parlament el qual esdevé fluid i no es veu afectat per signes de tartamudesa. Després de ser felicitat per totes les autoritats, surt al balcó de la casa reial on és aclamat per una multitud. Aquest moment final que és acompanyat per una peça de Beethoven (Concert per a piano núm. 5); esdevé una música extradiegètica subratllant un moment àlgid de la proposta.

## Happy end
En el final del tercer acte la idea de happy end estaria present, però no del tot. És a dir, el rei George VI aconsegueix un discurs no afectat per la tartamudesa i tot són elogis. No obstant això, aquesta idea de final feliç topa amb l'esclat de la guerra que declara el Regne Unit a Alemanya. Consegüentment, portarà al major conflicte bèl·lic de la història, la Segona Guerra Mundial. Per tant, és un final que deixa triar a l'espectador si es pot considerar un happy end o no.
En el tercer acte també es troba una deixada en suspens: ganxos que són nusos dramàtics situats al final de l'obra i que susciten el desig de conèixer el que en teoria hauria de venir a continuació. A l'espectador se li pot despertar l'interès d'assabentar-se com George VI farà front a la Segona Guerra Mundial. Ara bé, aquests fets els pot conèixer perquè estan escrits en la història. Per tant, deixa lloc a una segona part d'aquest film. No obstant això, no s'ha dut a terme cap segona part.

## Dades tècnico-artístiques

### Estil del director
Tom Hooper és polifacètic, ja que és director de cinema, així com de televisió, escriptor i editor. En els darrers anys ha fet pel·lícules com The Damned United, basat en els fets reals de Brian Clough o el musical cinematogràfic Les Misérables.
Aquest director britànic es val d'un peculiar i característic estil alhora d'enquadrar els personatges en El discurs del rei; situa els personatges en una cantonada del fotograma deixant molt espai. En una entrevista li van preguntar per aquesta qüestió i respongué que buscava una relació entre la tartamudesa del personatge i l'absència, el no-res. Així doncs, va tenir la idea d'emmarcar a Bertie en contraposició a grans parets buides presents en la sala de Logue. A més, va decidir utilitzar un gran angular per no establir cap mena de comunicació entre el personatge i el fons on es troba. El film The Damned United també respon a aquest estil del director britànic d'emmarcar els actors en una cantonada.

### Vestuari
En aquesta obra el vestuari és una peça clau perquè recrea amb més versemblança l'època narrada. El vestuari ha estat catalogat com un excel·lent treball de la britànica Jenny Beavan, que li serví per guanyar la tretzena edició dels premis del Gremi de Dissenyadors de Vestuari i una nominació als Oscar en la categoria de disseny de vestuari.
La dissenyadora britànica tan sols disposà de sis setmanes per preparar el vestuari. Per dur a terme la seva tasca, Beavan es documentà mitjançant Youtube on trobà un gran ventall de documents gràfics de l'època tractada. No obstant això, també se serví de fotografies de la família de Lionel Logue, així com d'imatges, de caràcter no públic, de la família Mountbatten-Windsor.
Tot i que el film comença l'any 1925 no es poden observar exemples de la revolució que hi hagué respecte a la faldilla la qual esdevenir curta, és més la dona ocultava la seva forma femenina. Seguidament salta l'any 1934. Així doncs, la roba de la dona, recreada en la proposta, recupera l'escènica femenina que havia perdut en el primer quart del segle xx. Es tracta d'una transició de la moda amb canvis substancials en peces de vestir, com la faldilla que s'allarga. A més, la cotilla es deixa d'utilitzar i la forma de la dona esdevé més natural.
En la vestimenta masculina el destacat són les llargues jaquetes que duen, creuades o sense creuar. A més, la peça del frac fa acte de presència, concretament en el moment que els personatges celebren actes al vespre; aquesta vestimenta és portada per Edward i Bertie. La seqüència en la qual ambdós el porten és quan es reuneixen per l'empitjorament de salut del rei George V.
Un element destacat en el vestuari de l'home és el barret. A tall d'exemple trobem la primera seqüència del film en la qual tots els homes, des del protagonista fins als figurants de públic, porten un barret. Amb aquest fet el director volia presentar al duc, primer com un home i després com un membre de la realesa. En destaquen dos tipus: barret de copa alta i barret fort. Aquest primer va ser creat l'any 1797 i els homes el van portar al llarg del segle xix i a començaments del segle XX el qual fou associat a membres polítics. El segon inventat l'any 1850 va assolir la seva popularitat durant les primeres dècades del segle xx. El príncep Albert du els dos tipus de barret al llarg del film.
Especial èmfasi en la indumentària que porta Colin Firth, ja que recrea al detall la portada pel mateix George IV. Una de les medalles que porta penjant és Medalla de la Coronació del Rei Jordi VI 1937. Aquesta, tal com indica el seu propi nom, commemora la coronació del rei George VI. Tot i l'elevada similitud, Beavan tingué grans dificultats per recrear aquestes medalles segons manifestà en una entrevista: “It was a real challenge to find good enough pieces - those kind of medals and badges people tend to keep in their private collections”.

### Guió
David Seidler és un guionista londinenc-estatunidenc de televisió i cinema que nasqué l'any 1937. Aquest escriptor arribà a l'edat de 40 anys a Hollywood on el primer guió que va escriure fou: Tucker: l'home i el seu somni dirigida per Francis Ford Coppola. Amb El Discurs del rei obtingué l'Oscar al millor guió original i va agrair a la reina Elisabet II del Regne Unit que no l'hagués posat a la Torre de Londres.
Aprofundint més en la vida de Seidler es pot establir una correlació entre film i guionista. De petit va sofrir tartamudesa a conseqüència dels traumes emocionals que li causaren la Segona Guerra Mundial. Però, amb George IV com a mirall aconseguí superar aquest problema, per tant, per ell el rei d'Anglaterra fou un heroi de la seva infància. Així doncs, als anys 70 començà a investigar-lo i tingué la necessitat d'escriure sobre la seva vida.
David Seidler trobava escassa informació sobre la tartamudesa de George VI, però sempre trobava el nom de Lionel Logue. Finalment, aconseguí contactar amb Valentine Logue el qual estava disposat a mostrar-li documents del seu pare on guardava el tractament que seguí el rei George. No obstant això, Elisabet Bowes-Lyon, esposa de George IV, no autoritzà que escrigués sobre aquest tema mentre ella estigués vivint.
L'any 2002, mort Isabel Bowes-Lyon, i després de molts anys d'espera Seidler decidí escriure sobre la tartamudesa de George IV. Investigà més i descobrí secrets que l'ajudaren a reflectir les sessions que duien a terme Bertie i Lionel Logue. En canvi, l'actual reina d'Anglaterra va donar la seva aprovació reial i opinà que El Discurs del rei és un retrat commovedor de com el seu pare s'ocupa de la seva aflicció, però no és una actuació digna de rebre un Oscar. L'any 2005 el guió arribà a Bedlam Productions i, a més, See-Saw Films va decidir involucrar-se en el projecte. Hopper agafà la direcció del film i el 2009 es començà a rodar.

## Marc històric

### Any de l'estrena
El Discurs de rei es va estrenar l'any 2010 en el festival Telluride Film Festival dels Estats Units. L'any 2010 fou època d'eleccions parlamentàries en el Regne Unit. El Partit Conservador i el seu líder, David Cameron, van obtenir la victòria. Els resultats, però, no garantien la majoria absoluta del partit conservador. Consegüentment es van iniciar unes negociacions amb els Liberal Demòcrates amb la finalitat de formar un govern de coalició i avalar l'elecció de Cameron com a Primer Ministre. El fet de no aconseguir majoria i d'intentar formar una coalició entre ambdós partits portà certa inestabilitat política en el Regne Unit. Finalment, James Cameron fou nomenat Primer Ministre Britànic. A més, era un moment particularment delicat pel que fa a l'economia. Cal destacar que el país britànic no passava per bons moments econòmics. En aquest any el sector públic britànic registrà un dèficit pressupostari, per tant, el Regne Unit havia d'afrontar un retall de la despesa pública. A més, la crisi present a Grècia començava a afectar les economies globals. Un context del 2010 que permet establir concomitàncies amb el context desenvolupat en El Discurs del rei.

### Ambientació històrica
El context en el qual es desenvolupa el film és a mitjans del segle xx, concretament de l'any 1925 fins a l'any 1939. El director s'ha centrat en la monarquia del Regne Unit d'aquesta època. Situats al període d'entreguerres i a pocs anys abans d'esclatar la Segona Guerra Mundial. El període d'entreguerres abraça des de 1918 a 1939, per tant, des del final de la Primera Guerra Mundial fins a l'inici de la Segona Guerra Mundial.
A Europa aparegueren moviments nacionalistes amb un sentiment d'identitat. Aquest fet, destacà en tres països: Rússia, Itàlia i Alemanya. En poc temps Hitler canvià l'Alemanya que estava submergida en una gran crisi en una Alemanya tot poderosa, preparada per un nou conflicte bèl·lic: la Segona Guerra Mundial. Aquesta guerra s'inicià després de la Campanya de Polònia duta a terme per l'exèrcit alemany. Aquest episodi concret va ser el desencadenant d'un procés que s'havia gestat anys abans. El procés tingué tres elements produïts abans del setembre de 1939: l'èxit de Hitler en la construcció del Tercer Reich; el gran potencial de la U.R.S.S.; la feblesa dels governs britànic i francès davant els projectes de Hitler i Stalin.
Pel que fa al context del Regne Unit, durant aquests anys la monarquia britànica sofrí una crisi. George V morí l'any 1936, per tant, Edward III es convertí en el nou rei d'Anglaterra però, amb menys d'un any al capdamunt, deixava el tron. Així doncs, el succeí George VI que fou coronat el 12 de maig de 1937 a l'Abadia de Westminster. La situació econòmica del Regne Unit, durant aquest període, era devastadora, es trobaven sota els efectes de la Gran Depressió. Hagueren de fer front als greus problemes de la crisi econòmica. Consegüentment, s'abandonaren els principis econòmics més antics de Gran Bretanya i s'aplicà la política d'apaivagament. Així doncs, es produí una devaluació de la moneda i l'Estat tornà a intervenir en l'economia.
Quant a política, era una constant l'alternança entre partit conservador i liberal atès que no tenien una política ben definida cap dels dos partits. El conservador Stanley Baldwin ocupà el càrrec de Primer Ministre en els períodes 1919 -1923, 1925 - 1929 i 1932 - 1935; mentre que el liberal Ramsay MacDonald ho va fer entre 1923 - 1925 i 1929 - 1932. Val a dir, que la proposta destaca més al Primer Ministre Baldwin. Aquest deixà el càrrec perquè s'equivocà envers les intencions de Hitler. L'any 1935, els conservadors són representats per Neville Chamberlain i posteriorment per Winston Churchill. Aquest últim, en el film, és representat com amic de George VI, a més, es mostra a favor de l'abdicació del seu germà Edward VIII. Però, el passat demostra el contrari, atès que Churchill era més afí envers el rei abdicat.

### Concomitàncies
Quant a política, es troba una concomitància, ja que tant en el 2010 com en el període que desenvolupa el film, el Primer Ministre britànic pertany al Partit Conservador. Chamberlain, i posteriorment Churchill en El Discurs del rei, i Cameron en el 2010. A més, ambdós moments es caracteritzen per una inestabilitat política. Així mateix, en els dos períodes l'economia britànica no passa per un dels seus millors moments. No obstant això, aquesta situació de crisi econòmica no es mostra a l'espectador en la proposta. A més, cal destacar que el protagonista del film és el pare de l'actual reina del Regne Unit, Elizabeth II, que apareix en la pel·lícula quan era petita.

## Fidelitat històrica
En aquesta proposta la caracterització de la tartamudesa és un element clau de la proposta, però és exagerada; per tant, es pot arribar a considerar una caricatura de l'aspecte del problema de la parla. Historiadors com Andrew Roberts corroboren aquesta caricatura atès que expressa que en la vida real el monarca era capaç de mantenir unes converses sense tartamudejar quan no estava sota pressió. A més, fets històrics corroboren la caricatura, ja que Suzanne Edgar digué: “Bertie ressonant i sense tartamudejar, obrí el Parlament Australià a Canberra el 1927”. En canvi, en el film la tartamudesa és palesa en el protagonista fins a arribar l'any 1939. És evident que el director ha volgut ressaltar aquest tret per donar més dramatisme a la proposta. No obstant això, els membres de la proposta, assessorats per Hugo Vickers, eren conscients de l'alteració d'alguns fets històrics perquè com el mateix escriptor britànic digué "És una pel·lícula i l'has d'avançar cap al drama". Cal destacar que el film no se centra en la política econòmica del moment tractat.

## Repartiment
| Intèrpret            | Personatge            |
| -------------------- | --------------------- |
| Colin Firth          | Rei Jordi VI          |
| Helena Bonham Carter | Reina Elisabet        |
| Guy Pearce           | Eduard VIII           |
| Michael Gambon       | Rei Jordi V           |
| Geoffrey Rush        | Lionel Logue          |
| Derek Jacobi         | Arquebisbe Cosmo Lang |
| Timothy Spall        | Winston Churchill     |
| Anthony Andrews      | Stanley Baldwin       |
| Eve Best             | Wallis Simpson        |

## Premis i nominacions
El Discurs del rei va rebre el Premi del Públic en el Festival Internacional de Cinema de Toronto i va esdevenir la gran triomfadora dels Oscars del 2011 aconseguint quatre de les principals categories de l'Acadèmia: Millor pel·lícula, Millor actor, Millor guió original i Millor director. La proposta va ser un dels èxits de la temporada cinematogràfica 2010-2011. Entre els premis que es va endur cal destacar:
| Any  | Premi               | Categoria                               | Receptor/s                              | Resultat   |
| ---- | ------------------- | --------------------------------------- | --------------------------------------- | ---------- |
| 2010 | Oscars              | Millor pel·lícula                       |                                         | Guanyadora |
| 2010 | Oscars              | Millor director                         | Tom Hooper                              | Guanyador  |
| 2010 | Oscars              | Millor actor                            | Colin Firth                             | Guanyador  |
| 2010 | Oscars              | Millor actor secundari                  | Geoffrey Rush                           | Candidat   |
| 2010 | Oscars              | Millor actriu secundària                | Helena Bonham Carter                    | Candidata  |
| 2010 | Oscars              | Millor guió original                    | David Seidler                           | Guanyador  |
| 2010 | Oscars              | Millor fotografia                       | Danny Cohen                             | Candidat   |
| 2010 | Oscars              | Millor direcció artística               | Eve Stewart Judy Farr                   | Candidates |
| 2010 | Oscars              | Millor muntatge                         | Tariq Anwar                             | Candidat   |
| 2010 | Oscars              | Millor vestuari                         | Jenny Beavan                            | Candidata  |
| 2010 | Oscars              | Millor banda sonora                     | Alexandre Desplat                       | Candidat   |
| 2010 | Oscars              | Millor so                               | Paul Hamblin Martin Jensen John Midgley | Candidats  |
| 2010 | Globus d'Or         | Millor pel·lícula dramàtica             |                                         | Candidata  |
| 2010 | Globus d'Or         | Millor director                         | Tom Hooper                              | Candidat   |
| 2010 | Globus d'Or         | Millor actor dramàtic                   | Colin Firth                             | Guanyador  |
| 2010 | Globus d'Or         | Millor actor secundari                  | Geoffrey Rush                           | Candidat   |
| 2010 | Globus d'Or         | Millor actriu secundària                | Helena Bonham Carter                    | Candidata  |
| 2010 | Globus d'Or         | Millor guió                             | David Seidler                           | Candidat   |
| 2010 | Globus d'Or         | Millor banda sonora                     | Alexandre Desplat                       | Candidat   |
| 2010 | BAFTA               | Millor pel·lícula                       |                                         | Guanyadora |
| 2010 | BAFTA               | Millor pel·lícula britànica             |                                         | Guanyadora |
| 2010 | BAFTA               | Millor director                         | Tom Hooper                              | Candidat   |
| 2010 | BAFTA               | Millor actor                            | Colin Firth                             | Guanyador  |
| 2010 | BAFTA               | Millor actor secundari                  | Geoffrey Rush                           | Guanyador  |
| 2010 | BAFTA               | Millor actriu secundària                | Helena Bonham Carter                    | Guanyadora |
| 2010 | BAFTA               | Millor guió                             | David Seidler                           | Guanyador  |
| 2010 | BAFTA               | Millor fotografia                       | Danny Cohen                             | Candidat   |
| 2010 | BAFTA               | Millor muntatge                         | Tariq Anwar                             | Candidat   |
| 2010 | BAFTA               | Millor disseny de producció             | Eve Stewart Judy Farr                   | Candidates |
| 2010 | BAFTA               | Millor música                           | Alexandre Desplat                       | Guanyador  |
| 2010 | BAFTA               | Millor so                               | Paul Hamblin Martin Jensen John Midgley | Candidats  |
| 2010 | BAFTA               | Millor vestuari                         | Jenny Beavan                            | Candidat   |
| 2010 | BAFTA               | Millor maquillatge i perruqueria        | Frances Hannon                          | Candidata  |
| 2010 | Festival de Toronto | Premi del Públic a la millor pel·lícula |                                         | Guanyadora |
| 2012 | Gaudí               | Millor pel·lícula europea               |                                         | Guanyadora |